# INTA ALO
Le INTA ALO est un système léger de drone de reconnaissance tactique développé par l'Institut national de technique aérospatiale et fournit des informations en temps réel en reconnaissance, missions de surveillance et d'acquisition d'objectifs. Le système ALO est composé de trois aéronefs équipés de capteurs visibles ou infrarouges, d'une unité de contrôle mobile, et du système de lancement en configuration sans train d'atterrissage.
L'INTA recherche actuellement des partenaires pour sa commercialisation.

## Conception et développement

### Véhicule aérien
Chacun des trois véhicules aériens de l'ALO est composé des sous-systèmes suivants : cellule, propulsion, Guidage, Navigation et Contrôle (GNC), télémétrie et télécommande et charge utile. La cellule est en fibre de carbone. Il a une conception modulaire (fuselage, aile et empennage) qui permet un montage/démontage en moins de trente minutes et un transport confortable par un maximum de deux personnes. Pour la propulsion du véhicule aérien, il peut être équipé de divers moteurs à deux temps avec une hélice avant, de 9 à 15 CV de puissance.
Le sous-système de guidage, de navigation et de contrôle est équipé d'un système GPS et d'un pilote automatique, bien qu'il permette également le vol dans différents modes de fonctionnement ou en mode manuel. La transmission des images et des données à la station de contrôle se fait en temps réel grâce à l'unité de télémétrie. Les instructions reçues par le véhicule et la charge utile de la station de contrôle sont diffusées dans la bande UHF sur deux fréquences différentes.

### Unité de commande mobile
L'unité de contrôle est intégrée dans un camion léger tout-terrain, qui à son tour est utilisé pour transporter l'ensemble du système, avec des compartiments avec accès externe pour le lanceur, les ailes et les fuselages, ainsi que des pièces de rechange et des équipements de soutien à l'exploitation. .
Il se compose de deux postes de contrôle dédiés au véhicule aérien et à la charge utile. Dès le début, la planification et le contrôle de la mission sont effectués, ainsi que son analyse et son traitement, une fois celle-ci terminée. Le poste de contrôle de la charge utile est responsable de la présentation des images reçues, du contrôle des capteurs (orientation, zoom, mise au point) et du recalage des images obtenues.

### Mode de fonctionnement
En mode autonome, le véhicule aérien suit la trajectoire établie dans la mission, en suivant une série de waypoints prédéfinis (waypoints), en utilisant des données acquises par GPS.
En mode manuel, le pilote contrôle directement l'engin aérien en effectuant un filtrage préalable des ordres envoyés par le pilote automatique.
La configuration du système d'observation dépend du type de mission à effectuer. Le système permet de disposer d'une caméra de télévision fixe à haute résolution, d'une caméra montée sur une plate-forme avec possibilité de mouvement rotatif en trois dimensions et en élévation, ou d'un capteur infrarouge (mini-FLIR) pour observation de nuit.

### Lancement et récupération
En configuration rampe de lancement, le véhicule aérien est lancé au moyen d'une catapulte de 6 mètres de long qui se replie pour le transport. Sa récupération s'effectue au moyen d'un parachute cruciforme logé dans le fuselage qui garantit une descente stable, sans oscillations et à faible vitesse, ou en utilisant son train d'atterrissage dans ladite configuration.

### Données techniques
- Longueur : 2,3 m
- Envergure : 3,48 m
- Hauteur : 1,1 m
- Masse maximale au décollage : 45 kg
- Vitesse de croisière en vol : 120 km\h
- Vitesse de vol maximale : 200 km\h
- Distance de vol maximale : 50 km
- la hauteur maximale de vol : 4100 m
- Type de moteur d'avion : un piston
- Moteur : inconnu ;Puissance : 15 cv[4]

## Opérateurs
- Espagne, Armée de Terre

## Drones comparables
- INTA SIVA
- INTA Milano
- Luna X 2000
- SAGEM Sperwer
- Yakovlev Pchela